# Adinfer
Adinfer település Franciaországban, Pas-de-Calais megyében. Lakosainak száma 283 fő (2022. január 1.). Adinfer Blairville, Monchy-au-Bois, Ransart, Boiry-Sainte-Rictrude, Douchy-lès-Ayette és Hendecourt-lès-Ransart községekkel határos.

## Népesség
A település népességének változása:
| Lakosok száma | 241  | 250  | 260  | 259  | 267  | 274  | 282  | 284  | 283  |
|               | 2013 | 2015 | 2016 | 2017 | 2018 | 2019 | 2020 | 2021 | 2022 |